# قرار مجلس الأمن التابع للأمم المتحدة رقم 965
قرار مجلس الأمن التابع للأمم المتحدة رقم 965، المتخذ بالإجماع في 30 تشرين الثاني / نوفمبر 1994، بعد إعادة تأكيد جميع القرارات المتعلقة بالحالة في رواندا، ولا سيما القرارات 872 (1993)، 912 (1994)، 918 (1994)، 925 (1994) و955 (1994)، مدد المجلس ولاية بعثة الأمم المتحدة لمساعدة رواندا حتى 9 حزيران / يونيو 1995 ووسع عملياتها.
وشدد مجلس الأمن على أهمية تحقيق المصالحة الوطنية في إطار اتفاقات أروشا. وقد أرسل المفوض السامي لحقوق الإنسان مراقبين إلى رواندا لرصد انتهاكات حقوق الإنسان ومنع حدوثها ولتيسير عودة اللاجئين. ولوحظ أيضاً أن الألغام الأرضية تسببت في تعطيل السكان المدنيين والجهود الإنسانية الأخرى.
وأعيد التأكيد على أن ولاية بعثة الأمم المتحدة لتقديم المساعدة إلى رواندا:
(أ) حماية اللاجئين والمشردين والمدنيين المعرضين للخطر؛
(ب) توفير الأمن والدعم لتسهيل عمليات المساعدة الإنسانية؛
(ج) المساعدة في تحقيق المصالحة الوطنية؛
(د) المساهمة في أمن موظفي المحكمة الجنائية الدولية لرواندا وموظفي حقوق الإنسان؛
(هـ) المساعدة في تدريب وإنشاء قوة شرطة جديدة.
تم حث حكومة رواندا على مواصلة التعاون مع بعثة الأمم المتحدة لتقديم المساعدة إلى رواندا والسماح بالوصول دون عوائق إلى جميع مناطق البلاد. ورحب بجهود بعثة الأمم المتحدة لتقديم المساعدة إلى رواندا لزيادة قدراتها في البث الإذاعي، وكذلك جهود الدول الأعضاء ووكالات الأمم المتحدة والمنظمات غير الحكومية فيما يتعلق بالمساعدة الإنسانية.
وطُلب من الأمين العام بطرس بطرس غالي تقديم توصيات بشأن إنشاء برنامج لإزالة الألغام وإخطار المجلس بأي تعديل في الاحتياجات اللوجستية والأفراد لبعثة الأمم المتحدة لتقديم المساعدة إلى رواندا. وكان مطلوباً منه أن يقدم تقريراً بحلول 9 شباط / فبراير 1995 و 9 نيسان / أبريل 1995 عن ولاية بعثة الأمم المتحدة لتقديم المساعدة إلى رواندا والحالة في البلد. أخيرًا، تمت دعوة المجتمع الدولي لتوفير الموارد للحكومة الرواندية.

## روابط خارجية
- نص القرار في undocs.org